# Убжеж
Убжеж (пол. Ubrzeż) — село в Польщі, у гміні Лапанув Бохенського повіту Малопольського воєводства.
Населення — 271 особа (2011).
У 1975-1998 роках село належало до Тарновського воєводства.

## Демографія
Демографічна структура станом на 31 березня 2011 року:
|          | Загалом | Допрацездатний вік | Працездатний вік | Постпрацездатний вік |
| -------- | ------- | ------------------ | ---------------- | -------------------- |
| Чоловіки | 143     | 37                 | 91               | 15                   |
| Жінки    | 128     | 33                 | 75               | 20                   |
| Разом    | 271     | 70                 | 166              | 35                   |